# Boreomysis vanhoeffeni
Boreomysis vanhoeffeni är en kräftdjursart som beskrevs av John Todd Zimmer 1914. Boreomysis vanhoeffeni ingår i släktet Boreomysis och familjen Mysidae. Inga underarter finns listade i Catalogue of Life.